# Сабиниан (узурпатор)
Вижте пояснителната страница за други личности с името Сабиниан.
Сабиниан, с рождено име Марк Азиний Сабиниан (на латински: Marcus Asinius Sabinianus) е римски император-узурпатор през 240 г. Той въстава в провинция Африка срещу управлението на Гордиан III. Подобно на въстанието на Гордиан I в Африка две години преди това, това въстание бързо е потушено, но за разлика от събитията от 238, бунта на Сабиниан не успява да получи подкрепа в други части на империята.
След като е победен от губернатора на Мавритания, неговите поддръжници в Картаген го предават на имперската власт.